# Kieler Sportvereinigung Holstein von 1900 1994-1995
Questa voce raccoglie le informazioni riguardanti il Kieler Sportvereinigung Holstein von 1900 nelle competizioni ufficiali della stagione 1994-1995.

## Stagione
Nella stagione 1994-1995 l'Holstein Kiel, allenato da Michael Krüger, concluse il campionato di Regionalliga Nord all'11º posto. In Coppa di Germania l'Holstein Kiel fu eliminato al primo turno dal Saarbrücken.

## Rosa
| N. |                     | Ruolo | Calciatore      |
| -- | ------------------- | ----- | --------------- |
|    | Brasile (bandiera)  | P     | César Thier     |
|    | Germania (bandiera) | P     | Dirk Jacobsen   |
|    | Bulgaria (bandiera) | D     | Pavel Dočev     |
|    | Germania (bandiera) | D     | Henning Hardt   |
|    | Germania (bandiera) | D     | Torben Hoffmann |
|    | Germania (bandiera) | D     | Peter Peters    |
|    | Germania (bandiera) | D     | Thomas Rux      |
|    | Germania (bandiera) | D     | Stephan Schmidt |
|    | Germania (bandiera) | D     | Frank Weber     |

| N. |                     | Ruolo | Calciatore      |
| -- | ------------------- | ----- | --------------- |
|    | Germania (bandiera) | C     | Jens Bochert    |
|    | Germania (bandiera) | C     | Andreas Claasen |
|    | Germania (bandiera) | C     | Oliver Held     |
|    | Germania (bandiera) | C     | Felix Möller    |
|    | Polonia (bandiera)  | C     | Dariusz Sztorc  |
|    | Germania (bandiera) | C     | Frank Wolf      |
|    | Bulgaria (bandiera) | A     | Hristo Hristov  |
|    | Germania (bandiera) | A     | Irsen Latifović |
|    | Germania (bandiera) | A     | Rainer Menzel   |

## Organigramma societario
Area tecnica
- Allenatore:  Michael Krüger
- Allenatore in seconda:
- Preparatore dei portieri:
- Preparatori atletici:
- Analisi video:

## Calciomercato

### Sessione estiva
| Acquisti | Acquisti        | Acquisti       | Acquisti |
| R.       | Nome            | da             | Modalità |
| -------- | --------------- | -------------- | -------- |
| C        | Jens Bochert    | Rouen          |          |
| P        | César Thier     | Borussia Fulda |          |
| D        | Pavel Dočev     | Hansa Rostock  |          |
| A        | Irsen Latifović | Hansa Rostock  |          |
| C        | Dariusz Sztorc  | OT Bremen      |          |

| Cessioni | Cessioni | Cessioni      | Cessioni |
| R.       | Nome     | a             | Modalità |
| -------- | -------- | ------------- | -------- |
| A        | Émerson  | Vasco da Gama |          |

## Risultati

### Regionalliga

#### Girone di andata
| 31 luglio 1994, ore 15:00 CEST 1ª giornata | Amburgo II | 2 – 0 | Holstein Kiel |  |

| 6 agosto 1994, ore 15:00 CEST 2ª giornata | Holstein Kiel | 1 – 1 | Kickers Emden |  |

| 21 agosto 1994, ore 15:00 CEST 3ª giornata | Eintracht Braunschweig | 1 – 2 | Holstein Kiel |  |

| 27 agosto 1994, ore 15:00 CEST 4ª giornata | Holstein Kiel | 2 – 2 | Herzlake |  |

| 3 settembre 1994, ore 15:00 CEST 5ª giornata | Göttingen | 1 – 1 | Holstein Kiel |  |

| 11 settembre 1994, ore 15:00 CEST 6ª giornata | Holstein Kiel | 4 – 3 | Lüneburger |  |

| 18 settembre 1994, ore 15:00 CEST 7ª giornata | Holstein Kiel | 3 – 2 | Osnabrück |  |

| 25 settembre 1994, ore 15:00 CEST 8ª giornata | 93 Amburgo | 2 – 1 | Holstein Kiel |  |

| 7 ottobre 1994, ore 18:00 CET 9ª giornata | Holstein Kiel | 2 – 2 | Lurup |  |

| 16 ottobre 1994, ore 15:00 CET 10ª giornata | TuS Celle | 1 – 0 | Holstein Kiel |  |

| 22 ottobre 1994, ore 15:00 CET 11ª giornata | Holstein Kiel | 0 – 2 | Lubecca |  |

| 29 ottobre 1994, ore 15:00 CET 12ª giornata | Hoisdorf | 1 – 0 | Holstein Kiel |  |

| 4 novembre 1994, ore 18:00 CET 13ª giornata | Holstein Kiel | 2 – 0 | Werder Brema II |  |

| 13 novembre 1994, ore 15:00 CET 14ª giornata | Wilhelmshaven | 0 – 2 | Holstein Kiel |  |

| 19 novembre 1994, ore 15:00 CET 15ª giornata | Holstein Kiel | 2 – 0 | Bremerhaven FC |  |

| 3 dicembre 1994, ore 15:00 CET 16ª giornata | Oldenburg | 2 – 1 | Holstein Kiel |  |

| 18 dicembre 1994, ore 15:00 CET 17ª giornata | Holstein Kiel | 1 – 1 | Concordia Amburgo |  |

#### Girone di ritorno
| 26 marzo 1995, ore 15:00 CET 18ª giornata | Holstein Kiel | 4 – 0 | Amburgo II |  |

| 4 febbraio 1995, ore 15:00 CET 19ª giornata | Kickers Emden | 2 – 1 | Holstein Kiel |  |

| 11 febbraio 1995, ore 15:00 CET 20ª giornata | Holstein Kiel | 0 – 0 | Eintracht Braunschweig |  |

| 18 febbraio 1995, ore 15:00 CET 21ª giornata | Herzlake | 1 – 1 | Holstein Kiel |  |

| 25 febbraio 1995, ore 15:00 CET 22ª giornata | Holstein Kiel | 0 – 2 | Göttingen |  |

| 5 marzo 1995, ore 15:00 CET 23ª giornata | Lüneburger | 0 – 0 | Holstein Kiel |  |

| 12 marzo 1995, ore 15:00 CET 24ª giornata | Osnabrück | 3 – 1 | Holstein Kiel |  |

| 18 marzo 1995, ore 15:00 CET 25ª giornata | Holstein Kiel | 4 – 1 | 93 Amburgo |  |

| 2 aprile 1995, ore 15:00 CEST 26ª giornata | Lurup | 2 – 0 | Holstein Kiel |  |

| 8 aprile 1995, ore 15:00 CEST 27ª giornata | Holstein Kiel | 1 – 0 | TuS Celle |  |

| 21 aprile 1995, ore 18:00 CEST 28ª giornata | Lubecca | 2 – 0 | Holstein Kiel |  |

| 29 aprile 1995, ore 15:00 CEST 29ª giornata | Holstein Kiel | 1 – 0 | Hoisdorf |  |

| 6 maggio 1995, ore 15:00 CEST 30ª giornata | Werder Brema II | 3 – 1 | Holstein Kiel |  |

| 13 maggio 1995, ore 15:00 CEST 31ª giornata | Holstein Kiel | 3 – 2 | Wilhelmshaven |  |

| 20 maggio 1995, ore 15:00 CEST 32ª giornata | Bremerhaven FC | 1 – 1 | Holstein Kiel |  |

| 28 maggio 1995, ore 15:00 CEST 33ª giornata | Holstein Kiel | 1 – 3 | Oldenburg |  |

| 3 giugno 1995, ore 15:00 CEST 34ª giornata | Concordia Amburgo | 0 – 1 | Holstein Kiel |  |

### Coppa di Germania
| Arbitro: | Strampe |

|  |           |                    |
|  | Marcatori | 59’ Lust 88’ Tomaš |

## Statistiche

### Statistiche di squadra
| Competizione      | Punti | In casa | In casa | In casa | In casa | In casa | In casa | In trasferta | In trasferta | In trasferta | In trasferta | In trasferta | In trasferta | Totale | Totale | Totale | Totale | Totale | Totale | DR |
| Competizione      | Punti | G       | V       | N       | P       | Gf      | Gs      | G            | V            | N            | P            | Gf           | Gs           | G      | V      | N      | P      | Gf     | Gs     | DR |
| ----------------- | ----- | ------- | ------- | ------- | ------- | ------- | ------- | ------------ | ------------ | ------------ | ------------ | ------------ | ------------ | ------ | ------ | ------ | ------ | ------ | ------ | -- |
| Regionalliga Nord | 45    | 17      | 9       | 5       | 3       | 31      | 21      | 17           | 3            | 4            | 10           | 13           | 24           | 34     | 12     | 9      | 13     | 44     | 45     | -1 |
| Coppa di Germania | -     | 1       | 0       | 0       | 1       | 0       | 2       | 0            | 0            | 0            | 0            | 0            | 0            | 1      | 0      | 0      | 1      | 0      | 2      | -2 |
| Totale            | 45    | 18      | 9       | 5       | 4       | 31      | 23      | 17           | 3            | 4            | 10           | 13           | 24           | 35     | 12     | 9      | 14     | 44     | 47     | -3 |

### Andamento in campionato
| Giornata  | 1  | 2  | 3  | 4  | 5  | 6 | 7 | 8 | 9 | 10 | 11 | 12 | 13 | 14 | 15 | 16 | 17 | 18 | 19 | 20 | 21 | 22 | 23 | 24 | 25 | 26 | 27 | 28 | 29 | 30 | 31 | 32 | 33 | 34 |
| --------- | -- | -- | -- | -- | -- | - | - | - | - | -- | -- | -- | -- | -- | -- | -- | -- | -- | -- | -- | -- | -- | -- | -- | -- | -- | -- | -- | -- | -- | -- | -- | -- | -- |
| Luogo     | T  | C  | T  | C  | T  | C | C | T | C | T  | C  | T  | C  | T  | C  | T  | C  | C  | T  | C  | T  | C  | T  | T  | C  | T  | C  | T  | C  | T  | C  | T  | C  | T  |
| Risultato | P  | N  | V  | N  | N  | V | V | P | N | P  | P  | P  | V  | V  | V  | P  | N  | V  | P  | N  | N  | P  | N  | P  | V  | P  | V  | P  | V  | P  | V  | N  | P  | V  |
| Posizione | 16 | 16 | 12 | 10 | 10 | 8 | 5 | 7 | 8 | 10 | 13 | 14 | 13 | 10 | 8  | 11 | 11 | 8  | 9  | 9  | 9  | 9  | 9  | 13 | 11 | 13 | 12 | 13 | 11 | 12 | 12 | 11 | 11 | 11 |

Legenda:

Luogo: C = Casa; T = Trasferta. Risultato: V = Vittoria; N = Pareggio; P = Sconfitta.

### Statistiche dei giocatori
| J. Bochert   | 0 | 0 | 0 | 0 |
| A. Claasen   | 1 | 0 | 0 | 0 |
| P. Dočev     | 1 | 0 | 0 | 0 |
| H. Hardt     | 1 | 0 | 0 | 0 |
| O. Held      | 1 | 0 | 0 | 0 |
| T. Hoffmann  | 1 | 0 | 0 | 0 |
| H. Hristov   | 1 | 0 | 0 | 0 |
| D. Jacobsen  | 1 | 0 | 0 | 0 |
| I. Latifović | 0 | 0 | 0 | 0 |
| R. Menzel    | 1 | 0 | 0 | 0 |
| F. Möller    | 0 | 0 | 0 | 0 |
| P. Peters    | 1 | 0 | 0 | 0 |
| T. Rux       | 1 | 0 | 1 | 0 |
| S. Schmidt   | 0 | 0 | 0 | 0 |
| D. Sztorc    | 1 | 0 | 1 | 0 |
| C. Thier     | 0 | 0 | 0 | 0 |
| F. Weber     | 1 | 0 | 0 | 0 |
| F. Wolf      | 1 | 0 | 0 | 0 |